# フレスタ (JR九州)
フレスタ（FRIESTA）は、かつて存在した九州旅客鉄道（JR九州）系列の駅ビル型複合商業施設である。
2014年10月14日に、フレスタSASEBOを除く11施設がえきマチ1丁目に名称変更。同年11月1日にはフレスタSASEBOもえきマチ1丁目佐世保になり、フレスタという名称は消滅した。
同系列の複合商業施設には「アミュプラザ」などがあるが、フレスタはアミュプラザよりも小規模なものが多かった。JR九州の子会社であるJR九州ビルマネジメント株式会社が経営していた。

## 主な施設
所在地別とする。
- フレスタ福工大前（福岡県福岡市東区）[要出典] - フレスタ筑前新宮として、2003年5月28日にショッピング・サービスゾーンが開業[4]。同8月9日、全面開業[5]。
- フレスタ香椎（福岡県福岡市東区） - 1996年3月16日開業[6]
- フレスタ千早（福岡県福岡市東区） - 2006年9月15日全面開業[5]。
- フレスタよしづか（福岡県福岡市博多区） - 2005年2月21日開業[5]。
- フレスタ南福岡（福岡県福岡市博多区） - 1999年7月30日開業[7]。
- フレスタ門司（福岡県北九州市門司区） - 2004年3月30日 I期、2005年9月2日 II期開業[5]。
- フレスタゆくはし（福岡県行橋市） - 2003年10月10日開業[5][8]。
- フレスタくるめ（福岡県久留米市） - 2011年3月11日開業[9]。
- フレスタ大分（大分県大分市） - 1995年11月30日開業[6]。駅高架化及び駅周辺の再開発に伴ない2012年3月に閉鎖。改築された駅ビル等に2015年4月16日にアミュプラザおおいたが全面開業。
- フレスタSASEBO（長崎県佐世保市） - 2002年11月1日開業。2006年3月1日、フレスタSASEBO Jr.開業[5]。
- フレスタ熊本（熊本県熊本市西区） - 1991年4月6日開業[10]。2011年3月12日、西館開業[9]。白川口と新幹線口に別々に存在する。
- フレスタ水前寺（熊本県熊本市中央区） - 2003年3月6日開業[5]。
- 宮崎フレスタ（宮崎県宮崎市） - 1993年10月1日開業[6][11]。
- フレスタかごしま（鹿児島県鹿児島市） - 1996年6月19日開業[6]。2010年2月18日、リニューアルオープン[9]。ここは珍しくアミュプラザ鹿児島と共存。フレスタのほうがいわゆる“エキナカ”である。